# Stadskantoor Venlo
Het Stadskantoor Venlo is een kantoorgebouw in de Maaswaard in de Nederlandse plaats Venlo dat in 2016 in gebruik werd genomen.
Het gebouw is gebouwd als kantoorpand om de gemeenteambtenaren van Venlo te huisvesten. Het ontwerp is van architectenbureau Kraaijvanger Urbis. en projectontwikkelaar was Ballast Nedam. De bouw begon in 2012 en het pand werd in augustus 2016 in gebruik genomen.. De bouwkosten van stadskantoor en  parkeergarage bedroegen zo'n 34,5 miljoen euro.
Voor het stadskantoor heeft de gemeente Venlo een nieuwe straatnaam bedacht: Hanzeplaats 1. Deze naam verwijst naar het Hanzeverleden van de stad.

## Groen en duurzaam

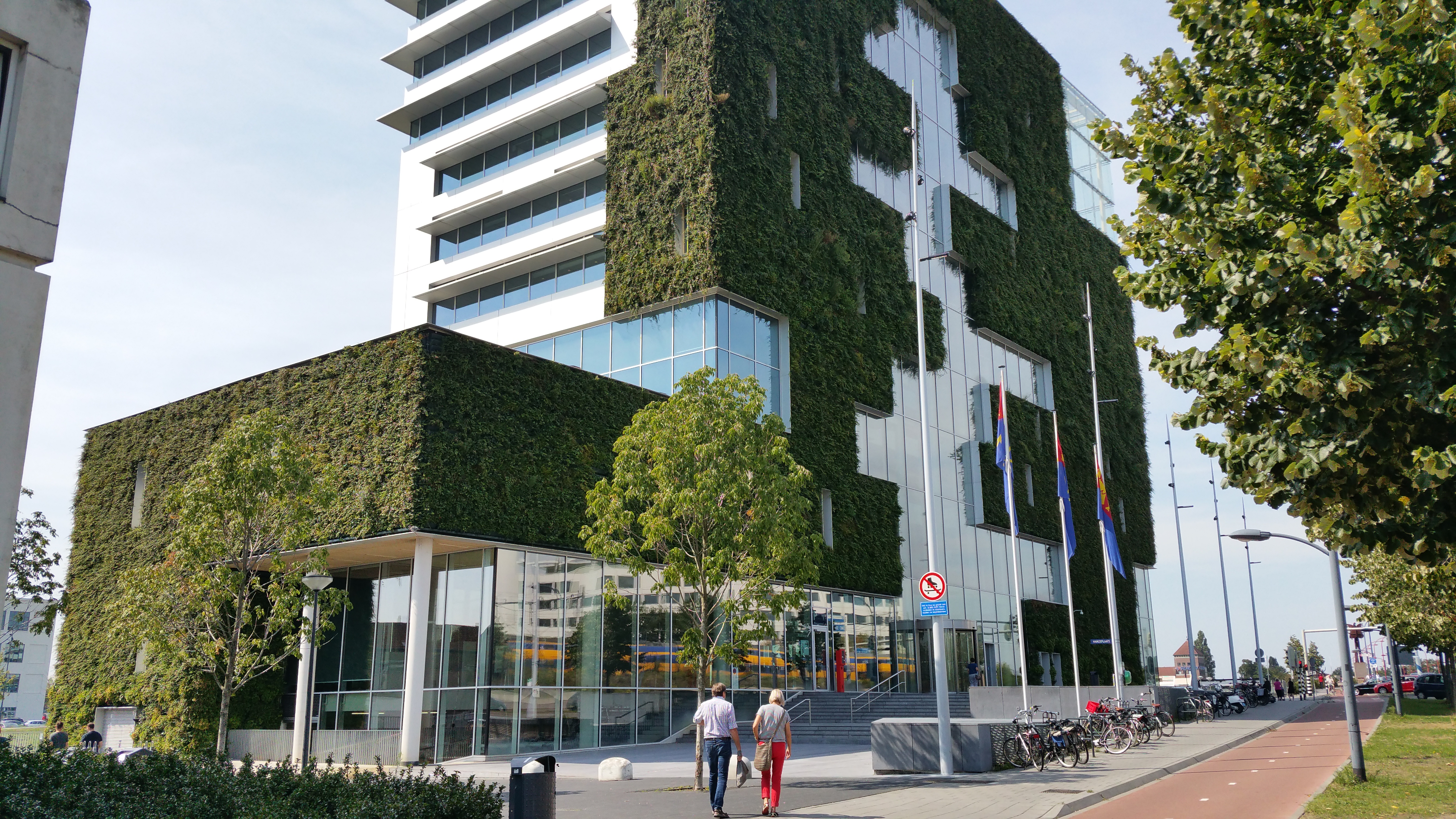
Stadskantoor Venlo met groene gevels

Het gebouw telt elf verdiepingen en is volgens het cradle to cradleprincipe (C2C) ontworpen. Naast glas en beton is de noordwand van het pand volledig bekleed met vegetatie. De groene gevel is ruim 2000 m² groot en is daarmee de grootste groene gevel van Europa. Het uitgangspunt is hiervan is om de buitenlucht in Venlo beter te maken. De planten in de groene gevel zijn speciaal gekozen voor hun effect op de buitenlucht. De planten zetten kooldioxide (CO2) om naar zuurstof, filteren fijnstof en absorberen stikstofoxiden en ozon. De planten vormen tevens een natuurlijke isolatie voor hitte, kou en geluid. Ze bevochtigen bovendien de lucht in het gebouw. Er is een patroon aangebracht met diverse plantensoorten waardoor de gevel per seizoen meekleurt. Er is gebruik gemaakt van meer dan 50 soorten planten. Door een druppelsysteem krijgen de planten automatisch water (opgevangen hemelwater) als ze daarom vragen.
Waar de groene gevels de longen zijn van de stad, is de kas op het dak als het ware de groene long van het gebouw. De planten en bomen in de kas zuiveren de lucht en voegen er vocht aan toe. Hiervoor zijn dus geen extra installaties nodig. De gezuiverde lucht uit de kas wordt vervolgens via speciale leidingen naar de vloeren van de parkeergarage geleid. Hier wordt de lucht gekoeld of verwarmd. Daar na wordt de gezuiverde lucht 'losgelaten' in het gebouw. De parkeergarage biedt plaats aan 400 auto's verdeeld over drie lagen.
Buiten is er het zogenaamde helofytenfilter, dat is een grote vijver met allerlei waterplanten die leven van de voedingsstoffen die in afvalwater zitten. Het zuivert het hemelwater en spoelwater van wastafels en pantry’s. Dit gezuiverde water wordt gebruikt als voor toiletspoeling of loopt naar de Maas. De aanwezigheid van de vijver werkt verkoelend in de patio, zorgt voor een groene omgeving en meer biodiversiteit rond het gebouw.
Op het dak staat een grote zonneschoorsteen. Doordat de zon op de glazen  schoorsteen schijnt, wordt de lucht daar warmer. Warme lucht stijgt, waardoor er een natuurlijke luchtstroom ontstaat. De schoorsteen zorgt dus voor een natuurlijke ventilatie van het gebouw. Doordat de vides in directe verbinding staan met de schoorsteen, zijn er op de verdiepingen geen extra installaties nodig. De vides hebben daarmee, naast het stimuleren van traplopen en het versterken van interactie tussen verdiepingen/afdelingen, ook een functie in de luchtstroom.
Het stadskantoor wekt zelf energie op. Door koude-warmteopslag, zonnepanelen, zonneboilers op het dak en energie-efficiënte maatregelen is het gebouw zelfvoorzienend met betrekking tot de energiebehoefte. Dankzij grote ramen en de zonnepanelen maakt het gebouw optimaal gebruik van de zon als energiebron. De luifels aan het gebouw zijn zo ontworpen dat 's winters zonlicht gemakkelijk naar binnen kan maar 's zomers juist niet. Daardoor blijft in de zomer de warmte buiten en behoeft het gebouw niet extra gekoeld te worden. Doordat daglicht zo diep mogelijk het gebouw in wordt gehaald, wordt het gebruik van kunstlicht beperkt. Het gebouw is verder goed geïsoleerd om het energiegebruik te beperken. Er is driedubbel glas gemonteerd en de groene gevel werkt isolerend.
Een constructie die gebouwd is volgens C2C-principes behoeft niet na de gebruiksduur weer te worden gesloopt tot puin. Een C2C gebouw kan worden beschouwd als grondstoffenbank voor in de toekomst. Bij de bouw is er nauwkeurig in kaart gebracht uit wat voor materialen de verschillende segmenten van het gebouw bestaan, dit resulteerde in een materiaalpaspoort. Daarbij werd rekening gehouden met de waarde van de verschillende materialen bij (gedeeltelijke) afbraak en met de mogelijkheid van alternatief gebruik in nieuwe constructies. De gebruikte materialen belanden na afbraak van het gebouw niet op de vuilnishoop. Hierdoor ontstaat een kringloop van grondstoffen. Om dit voor elkaar te krijgen is bijna alles demontabel tot aan de stoelen toe.
Onder andere door de bouw van het stadskantoor en de  Innovatoren noemde Michael Braungart in 2009 de regio Venlo "het mekka op het gebied van cradle to cradle".

## Internationale architectuurprijs
Het ontwerp won in de categorie beste overheidsgebouwen zowel de jury- als de publieksprijs van de Amerikaanse Architizer A+Awards. Dit is een jaarlijkse prijs voor architectuur en design van over de hele wereld. De jury bestaat uit meer dan 400 professionals uit de mode-, design-, tech- en architectuurwereld. In 2016 werden voor de publieksprijs ruim 400.000 stemmen uitgebracht.